# Unno von Fischel
Unno von Fischel (5 de Novembro de 1915 - 12 de Janeiro de 1942) foi um comandante de U-Boot que serviu na Kriegsmarine durante a Segunda Guerra Mundial.